# حبيل امحل (يهر)

تعديل مصدري - تعديل

حبيل امحل هي إحدى قرى عزلة يهر بمديرية يهر التابعة لمحافظة لحج، بلغ تعداد سكانها 375 نسمة حسب تعداد اليمن لعام 2004.